# 川前村 (福島県)
川前村（かわまえむら）は、福島県石城郡にあった村。

## 概要
現在のいわき市の北部に位置している。
村域全体が山間部で、阿武隈山地の一部をなしていた。産業面では豊富な森林による林業が特に盛んで、他に畜産業なども行われていた。1953年には夏井川渓谷が県立自然公園に指定されるなど、観光面でもその豊かな自然が生かされていた。
現在はいわき市川前町○○と表記される。
- 川前町川前
- 川前町上桶売
- 川前町下桶売
- 川前町小白井

## 地理
- 山：神楽山、鬼ヶ城山、矢大臣山、和田山
- 河川：夏井川

## 歴史
- 1889年 - 小白井村、下桶売村、上桶売村、川前村が合併して楢葉郡川前村となる。
- 1896年 - 所属郡を石城郡に変更。
- 1966年 - 磐城市・内郷市・常磐市・平市・勿来市・小川町・遠野町・久之浜町・四倉町・大久村・田人村・三和村・好間村との合併によりいわき市が誕生。

## 教育

### 中学校
- 川前村立川前中学校
- 川前村立桶売中学校
- 川前村立小白井中学校

### 小学校
- 川前村立川前小学校
- 川前村立桶売小学校
- 川前村立小白井小学校

## 交通
鉄道
- 国鉄磐越東線川前駅

## 観光
- 夏井川渓谷県立自然公園